# NCR2
NCR2 (англ. Natural cytotoxicity triggering receptor 2) – білок, який кодується однойменним геном, розташованим у людей на короткому плечі 6-ї хромосоми. Довжина поліпептидного ланцюга білка становить 276 амінокислот, а молекулярна маса — 30 677.
| 10         |  | 20         |  | 30         |  | 40         |  | 50         |
| ---------- |  | ---------- |  | ---------- |  | ---------- |  | ---------- |
| MAWRALHPLL |  | LLLLLFPGSQ |  | AQSKAQVLQS |  | VAGQTLTVRC |  | QYPPTGSLYE |
| KKGWCKEASA |  | LVCIRLVTSS |  | KPRTMAWTSR |  | FTIWDDPDAG |  | FFTVTMTDLR |
| EEDSGHYWCR |  | IYRPSDNSVS |  | KSVRFYLVVS |  | PASASTQTSW |  | TPRDLVSSQT |
| QTQSCVPPTA |  | GARQAPESPS |  | TIPVPSQPQN |  | STLRPGPAAP |  | IALVPVFCGL |
| LVAKSLVLSA |  | LLVWWGDIWW |  | KTMMELRSLD |  | TQKATCHLQQ |  | VTDLPWTSVS |
| SPVEREILYH |  | TVARTKISDD |  | DDEHTL     |  |            |  |            |

A: Аланін

C: Цистеїн

D: Аспарагінова кислота

E: Глутамінова кислота

F: Фенілаланін

G: Гліцин

H: Гістидин

I: Ізолейцин

K: Лізин

L: Лейцин

M: Метіонін

N: Аспарагін

P: Пролін

Q: Глутамін

R: Аргінін

S: Серин

T: Треонін

V: Валін

W: Триптофан

Кодований геном білок за функцією належить до рецепторів. 
Задіяний у такому біологічному процесі, як альтернативний сплайсинг. 
Локалізований у клітинній мембрані, мембрані.